# Anecphora camerunensis
Anecphora camerunensis är en insektsart som beskrevs av Schmidt 1907. Anecphora camerunensis ingår i släktet Anecphora och familjen lyktstritar. Inga underarter finns listade i Catalogue of Life.